# Harold Robbins

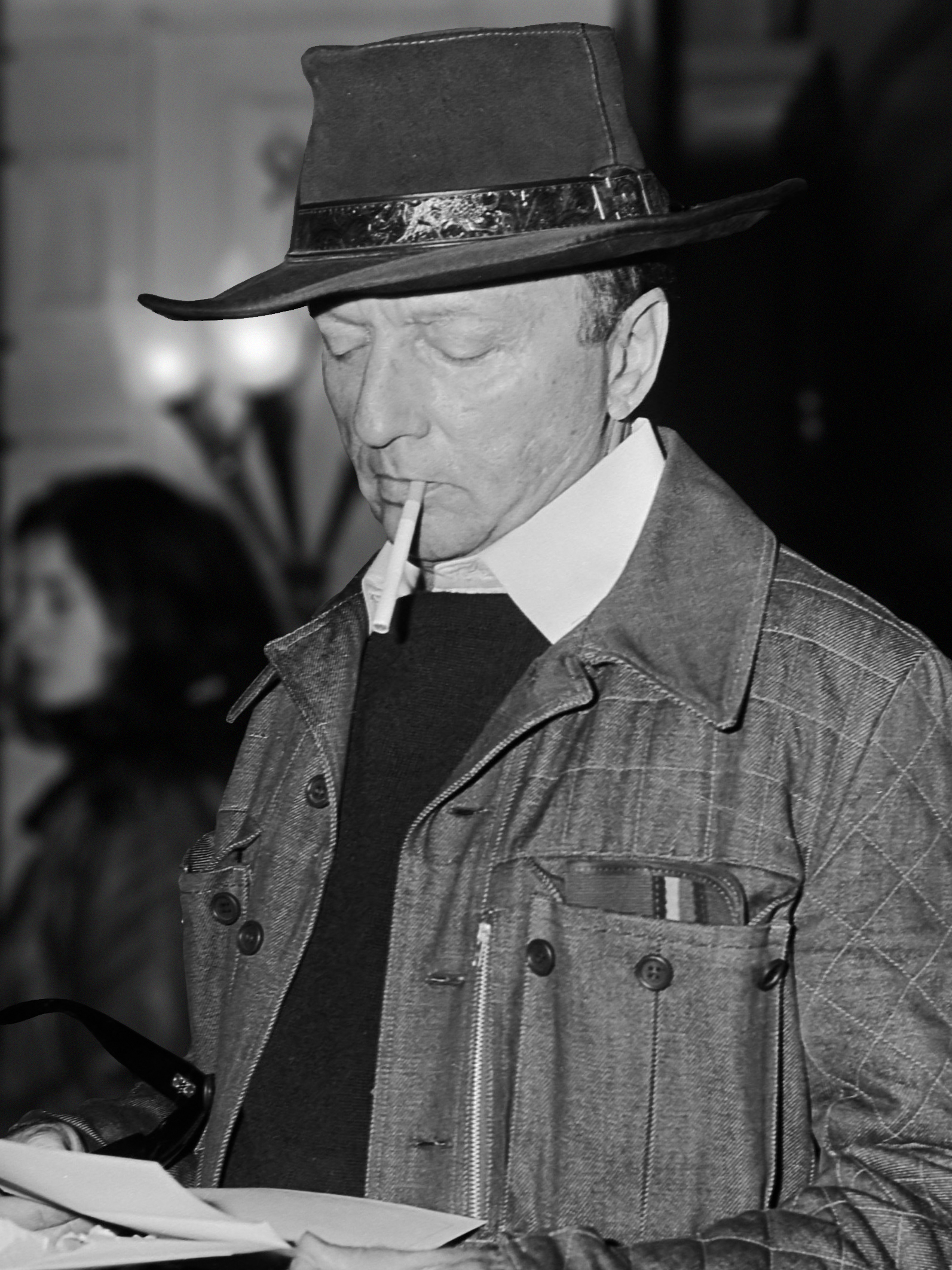
Harold Robbins (1979)

Harold Robbins (* 21. Mai 1916 in New York als Harold Rubin; † 14. Oktober 1997 in Palm Springs, Kalifornien) war ein US-amerikanischer Schriftsteller.

## Leben
Robbins war ein Sohn russischer und polnischer Einwanderer. Nach dem Abschluss der High School arbeitete Robbins in zahlreichen Jobs, bevor er schließlich in Hollywood bei den Universal Studios Arbeit fand. Die Arbeit beim Film prägte zahlreiche seiner späteren Romane. 1948 veröffentlichte er mit Never love a stranger seinen Erstlingsroman. Er handelt von der Geschichte eines Waisenkindes, das in New York City aus dem Nichts zu einem erfolgreichen Gangster aufsteigt.
Never love a stranger war sein erstes Buch, das von Robert Stevens 1958 verfilmt wurde, mit John Drew Barrymore (Vater der Schauspielerin Drew Barrymore) in der Hauptrolle.
Im Jahr 1949 erschien sein zweites Buch The Dream Merchants, in dem Hollywood als Traumfabrik thematisiert wird. Es verarbeitet Robbins’ eigene Erfahrungen mit Hollywood, historische Fakten aus den Anfängen des Tonfilms und Sex and Crime.
Nach diesem Muster gestrickt erschienen bis zu seinem Tode zahlreiche Romane, die bis zum Roman Piranhas (1986) zu Bestsellern wurden. Harold Robbins verkaufte Auflagen – sie werden weltweit auf über 200 Millionen Stück geschätzt – verleiteten ihn zu dem Ausspruch, er sei der beste Schriftsteller der Welt.
Sein wohl anspruchsvollstes Werk ist sein drittes Buch A Stone for Danny Fisher (dt.: Die Gnadenlosen), die Geschichte eines heranwachsenden Jungen im New York der Weltwirtschaftskrise. Im Jahr 1958 wurde dieser Roman als Vorlage für ein Musical genutzt, das unter dem Titel Mein Leben ist der Rhythmus (King Creole) mit Elvis Presley in der Hauptrolle ein Welterfolg wurde. Für den Film wurde die Handlung geringfügig geändert und nach New Orleans verlegt.
Viele seiner letzten Bücher wurden von Ghostwritern geschrieben.

## Rezeption
Der Spiegel urteilte 1968, dass Trivialliteratur wie Robbins’ Bestseller Die Unersättlichen und Die Playboys „...durchsetzt (seien) von einem Vokabular, wie man es vordem allenfalls an den Wänden öffentlicher Toiletten las.“
Die Fachzeitschrift der Filmindustrie The Hollywood Reporter bezeichnete Robbins als „erfolgreichsten Schundroman-Schriftsteller der Welt“ und charakterisierte seine Romane als „Fließbandarbeit, Schmutz in der Art von Malen nach Zahlen, bei dem der Schock gegen Erregung eingetauscht wurde“.

## Privates
Harold Robbins war dreimal verheiratet. Mit seiner ersten Frau Lillian Machnivitz von 1937 bis 1962, mit Grace Palermo von 1962 bis 1992 und mit Jann Stapp bis zu seinem Tod. Ab 1982 war er aufgrund eines Hüftleidens auf einen Rollstuhl angewiesen. Seinen letzten Roman Tycoon veröffentlichte er im Jahr seines Todes 1997.

## Werke
- Die Wilden. OT: Never Love a Stranger. 1948. Übers. Maria Meinert
- Traumfabrik. OT: Dream Merchants. 1949. Übers. Gertrud Pöhl, alias Träume, Frauen und Finanzen
- Die Gnadenlosen. OT: Stone for Danny Fisher. 1952. Übers. Pia von Hartungen, alias Einen Stein für Danny Fisher
- Die Manager. OT: Never Leave Me. 1953. Übers. Wolf Hackenberg
- Die Moralisten. OT: 79 Park Avenue. 1955. Übers. Werner von Grünau
- Die Profis. OT: Stiletto. 1960. Übers. Arno Dohm, alias Stiletto
- Die Unersättlichen. OT: Carpetbaggers. 1961. Übers. Herbert Roch
- Wohin die Liebe führt. Roman. OT: Where Love Has Gone. 1962. Übers. Maria von Schweinitz, alias Die Verführten
- Die Playboys. OT: Adventurers. 1966. Übers. Willy Thaler
- Die Bosse. OT: Inheritors. 1969. Übers. Willy Thaler
- Der Clan. OT: Betsy. 1971. Übers. Willy Thaler
- Der Pirat. OT: Pirate. 1974. Übers. Willy Thaler
- Die Sehnsucht. OT: Lonely Lady. 1976. Übers. Günter Panske
- Träume. OT: Dreams Die First. 1977. Übers. Günter Panske
- Die Aufsteiger. OT: Memories of Another Day. 1979. Übers. Günter Panske
- Adieu, Janette. OT: Goodbye Janette. 1981. Übers. Günter Panske
- Hollywood. OT: Storyteller. 1982. Übers. Wilhelm Hartmann
- Der Seelenfänger. OT: Spellbinder. 1983. Übers. Wolf Tanneberger
- Die Unsterblichen. OT: Descent from Xanadu. 1984. Übers. Wolf Tanneberger
- Piranhas. OT: Piranhas. 1986. Übersetzer K. Schatzhauser
- Die Spekulanten. OT: Raiders. 1994. Übers. Gerhard Beckmann, Fortsetzung von Die Unersättlichen
- Die Begehrlichen. OT: Stallion. 1996. Übers. Wilhelm Michael Riegel, Fortsetzung von Der Clan
- Die Macher. OT: Tycoon. 1997. Übers. Wilhelm Michael Riegel

## Verfilmungen
- 1958: Gangsterkönig von New York (Never Love a Stranger) – Regie: Robert Stevens; Darsteller: John Drew Barrymore, Steve McQueen
- 1958: Mein Leben ist der Rhythmus (King Creole) – Regie: Michael Curtiz; Darsteller: Elvis Presley, Walter Matthau
- 1966: Nevada Smith – Regie: Henry Hathaway; Darsteller: Steve McQueen, Karl Malden; nach dem Buch Carpetbaggers
- 1969: Stiletto – Regie Bernard Louis Kowalski; Darsteller Alex Cord, Britt Ekland
- 1969: Playboys und Abenteurer (The Adventurers) – Regie: Lewis Gilbert; Darsteller: Charles Aznavour, Candice Bergen
- 1978: Der Clan – Regie: Daniel Petrie; Darsteller: Laurence Olivier, Tommy Lee Jones
- 1978: Der Pirat – Regie: Ken Annakin; Darsteller: Christopher Lee, Armand Assante; Fernsehfilm
- 1980: Traumfabrik (Dream Merchants) – Regie: Vincent Sherman; Darsteller: Mark Harmon, Vincent Gardenia; zweiteilige Miniserie
- 1983: Karriere durch alle Betten (The Lonely Lady) – Regie: Peter Sasdy; Darsteller: Pia Zadora, Lloyd Bochner